# 藤田東湖

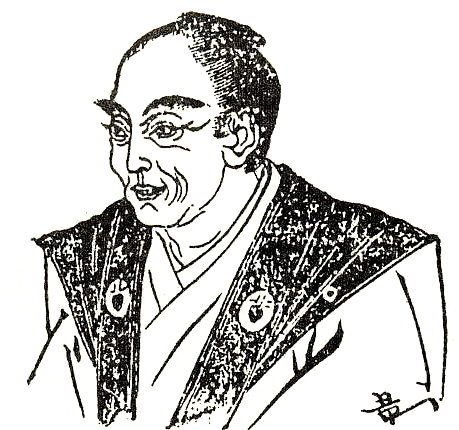
藤田東湖

藤田东湖（日语：／ Fujita Tōko，1806年—1855年），日本幕末学者，水户藩藩士，小名虎之介，字斌卿。主张尊王攘夷论，对幕末政界有很大影响，著有后期水户学代表作《弘道馆记述义》及诗文《回天诗史》、《常陆带》、《正气歌》。

## 个人生平
藤田东湖之父幽谷是个尊王攘夷论者，东湖自幼受其父的熏陶，深受尊王攘夷思想的影响。1827年到彰考馆编集局任职，参与编纂大日本史。文政十二年（1829年）德川齐昭为水户藩主，藤田东湖担任彰考馆代理总裁。东湖辅佐齐昭改革藩政，为尊重皇室和加强海防而尽力。关于政治上的意见，做到知无不言，言无不尽，君臣之间十分融洽。然而1844年藩主德川齐昭受到幕府的謹慎处分，藤田东湖也与家老户田忠敬、勤王家寺社奉行今井惟典一起受到蟄居处分，并没收田禄邸宅。同年5月东湖被幽禁于小石川的藩邱，次年(1845)被转移到间岛小梅村，监视更严。嘉永5年（1852年），撤销对于东湖的处分，重回藩政。安政2年10月2日（1855年），在安政大地震因為救護母親而不幸遇难，享年50岁。

## 死后
东湖之死不论对于德川齐昭还是朝廷来说都是一个很大的打击。齐昭将“两田”死亡的报告送给关白鹰司政通，鹰司政通立即转呈孝明天皇。据说天皇对东湖的孝心深感钦佩。鹰司政通安慰齐昭，送书说：“可谓忠孝两全之士。想必万分遗憾，唯以此敕旨慰其亡灵！”与东湖往来甚密的土佐藩主山内丰信（山内容堂）写了一首五言绝句《怀人之诗》，悼念其死。横井小楠、西乡隆盛、佐久间象山等大政治家也都写了哀悼诗。东湖之死对当时有见识的人确实像“巨星坠落”那样受到冲击。从此以后，给全国各地的尊王攘夷派志士以压倒影响的水户学逐渐丧失了它的领导权。藤田东湖的遗体葬于水户的常盘原。明治二十二年（1889年），明治天皇降下特旨，追赠其为正四位。